# Венский голубой кролик
Венский голубой кролик — порода кроликов средних размеров, имеющая однородную сизо-голубую окраску от светлого до тёмных тонов.

## История
Порода кроликов венский голубой выведена в 1895 году в Австрии, в пригороде Вены, в результате простого воспроизводительного скрещивания кроликов породы фландр (бельгийский великан), который послужил основоположником многим другим породам кроликов, с мелкими местными, так называемыми, моравскими кроликами чисто голубого окраса.
На племенную деятельность при этом отбирали животных с чисто сизо-голубым волосяным покровом. Именно за голубой окрас шкурки и место выведения (Вена) эта порода кроликов и получила название венский голубой.
В 1927—1929 годах, наряду с другими породами, кролики были завезены в Россию. Весили они в среднем 3,4—4 кг, отличались хорошими мясными качествами, ранней половозрелостью и довольно высоким убойным выходом мяса: молодняк в возрасте 1 месяц весил до 450 г, в 2 месяца — 1 кг, в 4 месяца — 1,7—2,1 кг, в 6 месяцев — 2,4—3,4 кг. Крольчихи приносили в помёте обычно 6—8 крольчат.
Кроликов этой породы совершенствовали целенаправленным отбором и подбором при чистопородном разведении, при этом стремились увеличить их живую массу, размеры шкурки, улучшить качество меха и повысить адаптивность к более суровым климатическим и кормовым условиям северных и центральных регионов СССР.

## Описание
Кролики породы венский голубой имеют крепкую конституцию и гармоничное телосложение. Голова лёгкая, с прямо поставленными ушами средней величины, 13—16 см. Туловище плотное, небольшое, длиной до 57 см. Грудь глубокая и широкая, в обхвате за лопатками 37 см, нередко со слабовыраженным подгрудком у крольчих, индекс сбитости — 55—65 %. Спина удлинённая и достаточно широкая. Пояснично-крестцовая часть и круп широкие, округлые. Конечности прямые, крепкие, мускулистые.

### Шкурка
Остевой волос и подпушь окрашены обычно равномерно, без зональности, основание волос чуть светлее. Остевые волосы заметно темнее пуховых.
На 1 см2 кожи шкурки приходится до 21 тыс. волос, на один остевой — более 60 пуховых, в результате мех у венских голубых кроликов более мягкий и пушистый, в связи с чем эти кролики выгодно отличаются от животных других мясо-шкурковых пород.

## Разведение
Крольчихи породы венский голубой отличаются высокой плодовитостью: обладают хорошими материнскими качествами, высокой молочностью, за окрол приносят в среднем 8-9 крольчат. При рождении крольчата весят в среднем 70 г, в возрасте 2 месяца — 1,7 кг, в 3 месяца — 2,5 кг, в 4 месяца — 3 кг (70 % от массы полновозрастных животных) при потреблении полноценных и сбалансированных комбикормов. Полновозрастные кролики породы венский голубой весят в среднем 4,5—5,0 кг, рекордсмены — более 7 кг.
По скороспелости, убойному выходу и оплате корма продукцией кролики этой породы имеют средние показатели животных мясо-шкурковых пород: на 1 кг прироста живой массы в 3—4-месячном возрасте расходуется 3—4 кг кормовых единиц. Убойный выход — 56-59 %.
Венские голубые кролики очень выносливые и стойкие к неблагоприятным условиям, быстро акклиматизируются; дают ранние зимние окролы и имеют хорошую сохранность новорожденных крольчат при низких температурах воздуха.
Разводят кроликов в северных, западных, южных и восточных районах России при наружном, шедовом содержании и в крольчатнике с регулируемым микроклиматом.
Наиболее ценное поголовье племенных кроликов породы венский голубой сосредоточено в зверосовхозах: «Луч» (Чистопольский район ТАССР) и «Пушной» (Тёпло-Огарёвский район Тульской области).

## Использование
От кроликов получают преимущественно шкурки крупных размеров оригинального окраса с уравненным и густым волосяным покровом, отличающимся сильным красивым блеском, обычно их используют в натуральном виде, без окрашивания.
Шкурки, особенно тёмного тона, — высокоценное сырьё для лёгкой промышленности, используемое при изготовлении меховых изделий в натуральном виде или для имитаций меха ценных промысловых пушных зверей.